# チームJ 2nd Stage「因為喜歓你」
BEJ48 チームJ 2nd Stage「因為喜歓你」公演は、BEJ48チームJの2nd公演である。

## 公演内容

### 曲目
本編
1. overture
（作曲・編曲：尾澤拓実、歌：不詳）
全BEJ48公演共通である。
2. 黑白格子裙
（黑白格子裙、作詞：秋元康、作曲：板垣祐介、編曲：板垣祐介）
3. 快速と動体視力
（眼神加速度、作詞：秋元康、作曲：俊龍、編曲：野中“まさ”雄一）
4. アーモンドクロワッサン計画
（面包和奶油、作詞：秋元康、作曲：草野よしひろ、編曲：清水哲平）
5. チャイムはLOVE SONG 
（下课铃声、作詞：秋元康、作曲：白戸佑輔、編曲：野中"まさ"雄一）
6. ウィンブルドンへ連れて行って
（温布顿之梦、作詞：秋元康、作曲：Solaya、編曲：樫原伸彦）
7. 炎上路線
（燃烧的道路、作詞：秋元康、作曲：岡田実音、編曲：高島智明）
8. 夜風の仕業
（都是夜风惹的祸、作詞：秋元康、作曲：島崎貴光、編曲：増田武史）
9. Don't touch
（Don't touch、作詞：小7、作曲：都智文、編曲：謝維）
10. 片思いの対角線
（单恋对角线、作詞：秋元康、作曲：岡田実音、編曲：百石元）
11. 向日葵
（向日葵、作詞：秋元康、作曲：多胡邦夫、編曲：近田潔人）
12. 否定のレクイエム
（总有一天、作詞：秋元康、作曲：RYO、編曲：Funta7）
13. I'm crying
（I'm crying、作詞：秋元康、作曲：春行、編曲：武藤星児）
14. スーパーフォーカス
（超级焦点、作詞：陳立志、作曲：都智文、編曲：謝維）
15. 消えないの靑春
（青春不散、作詞：謝夢瓊/鴨毛、作曲：鴨毛、編曲：李軒）

アンコール
1. 不良モデル
（不良示范、作詞：淺紫、作曲：鴨毛、編曲：郭偉聰）
2. 転がる石になれ
（化为滾石、作詞：秋元康、作曲：山崎燿、編曲：Funta）
3. 君のことが好きだから
（因为喜欢你、作詞：秋元康、作曲：織田哲郎、編曲：野中“まさ”雄一）

## BEJ48 チームJ 2nd Stage「因為喜歓你」公演
公演期間
2017年9月23日 -
出演メンバー
許婉玉・劉閑・蘭昊・石羽莎・楊曄・張懐瑾・任心怡・房蕾・黄恩茹・王雨煊・金鑼賽・葛司琪・葉苗苗・孫語姍・陳雅鈺・李泓瑤・サポートメンバー

ユニット曲担当
- ウィンブルドンへ連れて行って（王雨煊、陳雅鈺、李泓瑤）
- 炎上路線（房蕾、任心怡）
- 夜風の仕業（張懐瑾）
- Don't touch（許婉玉、劉閑、蘭昊）
- 片思いの対角線（黄恩茹、葛司琪、金鑼賽）
- 向日葵（楊曄、石羽莎、孫語姍、葉苗苗）